# Hell's Island
Hell's Island is een Amerikaanse film noir uit 1955 onder regie van Phil Karlson. Destijds werd de film in Nederland uitgebracht onder de titel Satanseiland.

## Verhaal
Mike Cormack was ooit een openbare aanklager. Toen zijn verloofde Janet Martin ervandoor ging met een andere man, raakte hij aan de drank en verloor hij zijn baan. Tegenwoordig is hij werkzaam als uitsmijter in een casino. De crimineel Barzland wil hem 5.000 dollar betalen, als hij een verdwenen robijn kan terugvinden. Hij ontdekt al spoedig dat de nieuwe vriend van Janet meer weet over de zaak.

## Rolverdeling
| Acteur              | Personage            |
| ------------------- | -------------------- |
| John Payne          | Mike Cormack         |
| Mary Murphy         | Janet Martin         |
| Francis L. Sullivan | Barzland             |
| Eduardo Noriega     | Inspecteur Peña      |
| Arnold Moss         | Paul Armand          |
| Walter Reed         | Lawrence             |
| Sándor Szabó        | Johann Torbig        |
| Pepe Hern           | Lalo                 |
| Robert Cabal        | Miguel               |
| Paul Picerni        | Eduardo Martin       |
| Mario Siletti       | Chirurg              |
| Matty Fain          | Voorman              |
| Ralph Dumke         | Dronkenman in casino |
| Lillian Molieri     | Meisje aan jukebox   |